# Joseph Tobin
Pour les articles homonymes, voir Tobin.
Joseph Tobin (Joseph William Tobin), né le 3 mai 1952 à Détroit dans le Michigan, est un prélat catholique américain, archevêque de Newark et cardinal depuis 2016.

## Biographie

### Famille, jeunesse et formation
Joseph William Tobin est né le 3 mai 1952 à Détroit dans le Michigan. Il est l'aîné d'une fratrie de treize enfants. Il est scolarisé à l'école paroissiale tenue par les rédemptoristes . 
Se sentant appelé au ministère presbytéral, Joseph Tobin postule chez les rédemptoristes. Il intègre le petit séminaire d'Edgerton dans le Wisconsin puis le noviciat de la congrégation. Il prononce ses vœux temporaires le 5 août 1972 puis ses vœux perpétuels le 21 août 1976. 
En 1975, il obtient un Bachelor Degree (équivalent d'une licence en France) en philosophie du Holy Redeemer College à Waterford dans le Wisconsin. Il rejoint ensuite le séminaire du Mont Saint-Alphonse à Esopus dans l'État de New York où il obtient un master en éducation de la religion en 1977 et un Master of Divinity en théologie pastorale en 1979.

### Prêtre
Il est ordonné prêtre le 1er juin 1978. L'année suivante, il est vicaire dans la paroisse qui l'a vu grandir à Détroit, paroisse dont il sera également le curé de 1984 à 1990. Il exerce ensuite pendant un an la charge de curé de la paroisse Saint-Alphonse de Chicago. De 1980 à 1986 il est également vicaire épiscopal dans le diocèse de Détroit.
En 1991, il est élu consulteur général des rédemptoristes. Six ans plus tard, en septembre 1997, il est élu supérieur général de la congrégation, poste dans lequel il est reconduit en 2003 pour un second mandat de six ans. En 2003, il est également élu vice-président de l'Union des supérieurs généraux. De 2001 à 2009 il est membre du conseil pour les relations entre la Congrégation pour les instituts de vie consacrée et les sociétés de vie apostolique et l'Union des supérieurs généraux. 
A l'issue de ces deux mandats comme supérieur général, il prend une année sabbatique qu'il passe au Blackfriars Hall à Oxford. 

### Évêque
Le 2 août 2010, Benoît XVI l'appelle à la curie comme secrétaire de la Congrégation pour les instituts de vie consacrée et les sociétés de vie apostolique et l'élève à la dignité d'archevêque, lui octroyant le titre d'archevêque titulaire d'Obba (de). Il est consacré le 9 octobre 2010 au Vatican par le cardinal Tarcisio Bertone. 
Le 18 octobre 2012, le pape le renvoie aux États-Unis et le nomme à la tête de l'archidiocèse d'Indianapolis. En décembre 2015, il s'oppose directement au gouverneur républicain Mike Pence par ses prises de position en faveur de l'accueil de réfugiés syriens par les catholiques en Indiana dans un débat qui lui vaut l'attention de la presse nationale américaine.  
Le pape François le nomme archevêque métropolitain de l'archidiocèse de Newark le 7 novembre 2016 ce qui fait également de lui le supérieur de la mission sui juris des îles Turques-et-Caïques. Cette nomination intervient quelques jours après l'annonce de sa création cardinalice. Il est installé en la basilique cathédrale du Sacré-Cœur de Newark le 6 janvier 2017, il devient ainsi le premier cardinal de l'archidiocèse de Newark.

### Cardinal
Il est créé cardinal comme seize autres prélats lors du consistoire du 19 novembre 2016 par le pape François qui lui attribue le titre de Santa Maria delle Grazie a Via Trionfale. Il est installé dans sa paroisse cardinalice le 29 janvier 2017.
Le pape François le confirme comme membre de la congrégation pour les instituts de vie consacrée et les sociétés de vie apostolique le 28 janvier 2017, à la suite de sa création cardinalice.
Le 6 août 2020 il fait partie des 6 nouveaux cardinaux nommés par François au Conseil pour l'économie du Vatican.

## Succession apostolique
Joseph Tobin a ordonné les évêques suivants :
- Évêque Gregory J. Studerus (en) (2020)
- Évêque Elias Lorenzo (de), O.S.B. (2020)
- Évêque Michael A. Saporito (en) (2020)
- Évêque Kevin J. Sweeney (en) (2020)
- Archevêque Alfonso Vincenzo Amarante (it), C.SS.R. (2023)